# Maticový počet
V matematice je maticový počet speciální zápis pro realizaci matematického počtu více proměnných, zvláště v maticových prostorech. Shromažďuje různé parciální derivace jedné funkce s ohledem na více proměnných, a/nebo parciální derivace funkce více proměnných s ohledem na jednu proměnnou, do vektorů a matic, které mohou být považovány za jednu entitu. To značně zjednodušuje operace jako hledání maxima nebo minima funkce více proměnných a řešení systému diferenciálních rovnic. Notace (zápis) použitý zde se obvykle používá v statistice a inženýrství, zatímco tenzorová indexová notace se upřednostňuje ve fyzice.
Dvě notační (zápisové) konvence rozdělily obor maticového počtu do dvou separátních skupin. Tyto dvě skupiny možno rozeznat podle toho, jak zapisují derivaci skaláru s ohledem na vektor jako sloupcový vektor nebo jako řádkový vektor. Obě tyto konvence jsou možné i když se udělá obecný předpoklad, že vektory nutno považovat za sloupcové vektory, když se kombinují s maticemi (dříve než řádkové vektory). Jediná konvence může být poněkud standardní přes jeden obor, který obvykle používá maticový počet (např. ekonometrie, statistika, teorie odhadu a strojové učení. Ale i v daném oboru různí autoři používají odlišné konvence. Autoři obou skupin často píšou jakoby jejich specifická konvence byla standard. Vážné chyby mohou rezultovat při kombinaci výsledků od různých autorů bez pečlivého ověření, že jsou použity kompatibilní notace. Proto je nutno věnovat velkou pozornost zajištění zápisové jednoty. Definice těchto dvou konvencí a porovnání mezi nimi jsou dále v článku.

## Rozsah
Maticový počet označuje několik různých notací, které používají matice a vektory na sběr derivace každého komponentu závislé proměnné s ohledem na každý komponent nezávislé proměnné. Obecně, nezávislá proměnná může být skalár, vektor nebo matice, zatímco závislá proměnná může být cokoliv z toho stejně. Každá odlišná situace povede k odlišné sadě pravidel nebo separátnímu počtu, při použití širšího významu termínu. Maticové notace slouží jako obvyklý způsob sběru mnohých derivací organizovaným způsobem.
Jako první příklad, uvažujte gradient z vektorového počtu. Pro skalární funkci tří nezávislých proměnných, {\displaystyle f(x_{1},x_{2},x_{3})}, gradient je dán vektorovou rovnicí
{\displaystyle \nabla f={\frac {\partial f}{\partial x_{1}}}{\hat {x_{1}}}+{\frac {\partial f}{\partial x_{2}}}{\hat {x_{2}}}+{\frac {\partial f}{\partial x_{3}}}{\hat {x_{3}}}},
kde {\displaystyle {\hat {x_{i}}}} reprezentuje jednotkový vektor v směru {\displaystyle x_{i}}{\displaystyle (i=1,2,3)}. Tento typ obecné derivace lze vnímat jako derivaci skaláru f, s ohledem na vektor {\displaystyle \mathbf {x} } a její výsledek lze lehce získat ve vektorové formě.
{\displaystyle \nabla f={\frac {\partial f}{\partial \mathbf {x} }}={\begin{bmatrix}{\frac {\partial f}{\partial x_{1}}}&{\frac {\partial f}{\partial x_{2}}}&{\frac {\partial f}{\partial x_{3}}}\\\end{bmatrix}}.}

### Anglicky
- Linear Algebra: Determinants, Inverses, Rank appendix D from Introduction to Finite Element Methods book on University of Colorado at Boulder. Uses the Hessian (transpose to Jacobian) definition of vector and matrix derivatives.
- Matrix Reference Manual, Mike Brookes, Imperial College London.
- The Matrix Cookbook, with a derivatives chapter. Uses the Hessian definition.
- Linear Algebra and its Applications (author information page; see Chapter 9 of book), Peter Lax, Courant Institute.
- Matrix Differentiation (and some other stuff), Randal J. Barnes, Department of Civil Engineering, University of Minnesota.
- Notes on Matrix Calculus, Paul L. Fackler, North Carolina State University.
- Matrix Differential Calculus Archivováno 16. 9. 2012 na Wayback Machine. (slide presentation), Zhang Le, University of Edinburgh.
- Introduction to Vector and Matrix Differentiation (notes on matrix differentiation, in the context of Econometrics), Heino Bohn Nielsen.
- A note on differentiating matrices (notes on matrix differentiation), Pawel Koval, from Munich Personal RePEc Archive.
- Vector/Matrix Calculus More notes on matrix differentiation.
- Matrix Identities Archivováno 7. 4. 2012 na Wayback Machine. (notes on matrix differentiation), Sam Roweis.

### Česky
- http://www.fit.vutbr.cz/~tisnovpa/publikace/diplomka/doc/node55.html Archivováno 5. 3. 2016 na Wayback Machine.